# Can Sisternes
|  | No s'ha de confondre amb la Casa Sisternes. |

Can Sisternes és un edifici de Mataró (Maresme) protegit com a Bé Cultural d'Interès Local.

## Descripció
Es tracta d'un casal de planta baixa i dues plantes pis. Presenta portals i finestres en planta baixa, balcons de ferro treballat amb poms de llautó i finestres al primer pis. Al segon pis balcons amb balustres que formen una barana que segueix el pla de la façana. S'observa brancals i llindes de pedra a les obertures. Un ball ràfec corona l'edifici. A la façana hi ha un esgrafiat.

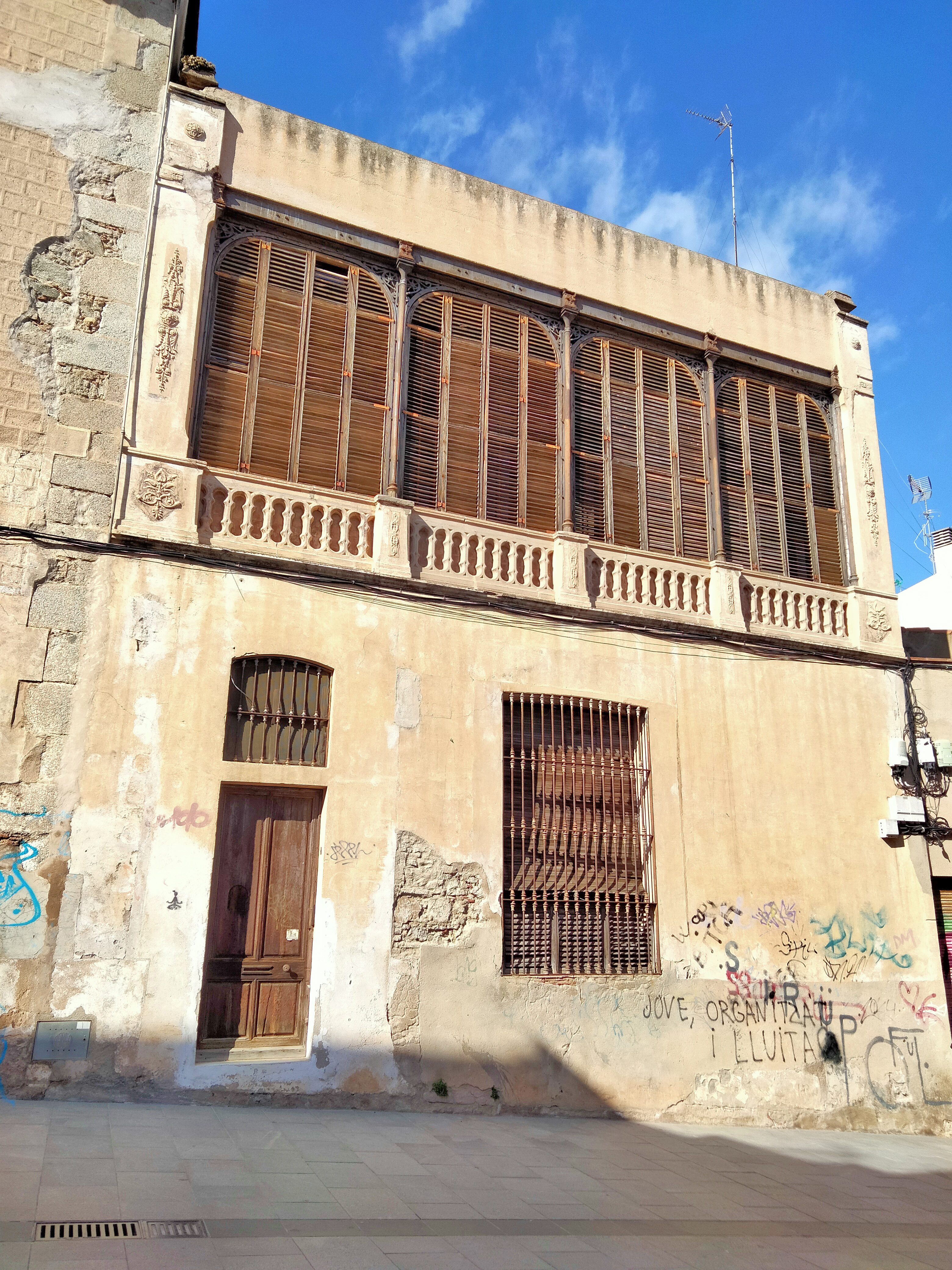
Ampliació del

Al segle xix es va ampliar amb una galeria amb cinc columnes de fosa i jàssera metàl·lica vista. La barana del balcó presenta balustres. El tancament es resolt amb persianes de llibret.

## Història
L'edifici és un antic casal de la família Feliu de la Penya i dels seus successors Sisternes. Interessant com a casal d'una de les antigues famílies ciutadanes. A finals del segle xviii, els grans propietaris del moment, les cases Feliu de la Penya, i després Sisternes, Llauder, Salla, Palau, etc. Estableixen sínies i hortes de llur propietat per a l'aixecament de rengleres d'edificacions que volten les antigues masies. El 2010 va ser rehabilitada mantenint l'estructura original i seguint-n'he l'estil arquitectònic.
Davant mateix, al número 18 del carrer, la família hi tenia la Casa Sisternes, la reforma de la façana de la qual és l'obra més primerenca de Puig i Cadafalch.